# Giấc mơ của mẹ
Giấc mơ của mẹ là một bộ phim truyền hình được thực hiện bởi Vie Channel và VieON do Nguyễn Minh Chung làm đạo diễn. Phim được mua kịch bản chuyển thể từ bộ phim nổi tiếng Cả Đời Làm Mẹ - All About My Mom của Hàn Quốc (2015). Phim phát sóng vào lúc 20h00 thứ 2 - thứ 4 hàng tuần bắt đầu từ 4/7/2022 và kết thúc vào ngày 18/1/2023 trên kênh Vie Channel - HTV2, Vie Giải Trí (chiếu muộn trên Vie Dramas)

## Nội dung
Giấc mơ của mẹ là bộ phim thuộc thể loại tình cảm gia đình, nội dung xoay quanh câu chuyện của Bà Thanh (Hồng Vân) - người mẹ tần tảo sớm khuya chăm lo cho chồng và ba người con. Dù hy sinh và giành hết tâm huyết để vun vén cho gia đình nhưng giữa bà Thanh và các con vẫn luôn có những mâu thuẫn, khiến mối quan hệ ngày càng trở nên xa cách.

## Diễn viên
- Hồng Vân vai Bà Thanh
- Hữu Châu vai Ông Quốc
- Nhan Phúc Vinh vai Quang Minh
- Diễm My 9X vai Trà My
- Phi Thanh Vân vai Ngọc Thanh
- Trần Ngọc Vàng vai Kiên Cường
- Kim Nhã vai Thùy Linh
- Trần Quốc Anh vai Trọng Khang
- Ngân Hòa vai Thanh Hằng
- Huỳnh Anh Tuấn vai Ông Phát
- Kim Xuân vai Bà Xuân
- Hương Giang vai Bà Ngọc
- Khánh Huyền vai Bà Hồng
- Ngọc Lan vai Bà Duyên
- Bảo Vy vai Bé An

## Nhạc phim
- Giấc mơ của mẹ

Sáng tác & thể hiện: Bùi Lan Hương
- Mình đừng buông tay

Sáng tác & thể hiện: Bùi Lan Hương
- Đừng theo em, không kịp đâu

Sáng tác: Nguyễn Phúc Thiện
Thể hiện: Bảo Trân

## Giải thưởng
| Giải thưởng          | Hạng mục                                                         | Tác phẩm đề cử      | Kết quả   | Chú thích |
| -------------------- | ---------------------------------------------------------------- | ------------------- | --------- | --------- |
| Giải Mai Vàng        | Phim truyền hình được yêu thích nhất                             | Giấc mơ của mẹ      | Đoạt giải |           |
| Giải Mai Vàng        | Nam diễn viên điện ảnh - truyền hình                             | Nhan Phúc Vinh      | Đoạt giải |           |
| DAN Movie & TV Picks | Phim truyền hình được cộng đồng mạng yêu thích nhất              | Giấc mơ của mẹ      | Đề cử     |           |
| DAN Movie & TV Picks | Nữ chính phim truyền hình được cộng đồng mạng yêu thích nhất     | Hồng Vân            | Đoạt giải |           |
| DAN Movie & TV Picks | Nam tân binh phim truyền hình được cộng đồng mạng yêu thích nhất | Trần Quốc Anh       | Đề cử     |           |
| DAN Movie & TV Picks | Nữ tân binh phim truyền hình được cộng đồng mạng yêu thích nhất  | Ngân Hòa            | Đề cử     |           |
| DAN Movie & TV Picks | Cặp đôi ăn ý được cộng đồng mạng yêu thích nhất                  | Hồng Vân và Diễm My | Đề cử     |           |